# سن-سیپریان (با-سن-لوران)
سن-سیپریان، با-سن-لوران (به فرانسوی: Saint-Cyprien) شهری در منطقه شهری ریوییر-دو-لو ناحیه با-سن-لوران در استان کبک کانادا است. در سرشماری سال ۲۰۱۱ این شهر ۱٬۲۱۲ نفر جمعیت داشته‌است و مساحت آن ۱۳۶٫۱۴ کیلومتر مربع است.